# بسمارك (أنمي)
جندي النجوم بسمارك (星銃士ビスマルク سيه جوشي بيسوماركو) أو كما يعرف اختصارًا باسم بسمارك هو مسلسل أنمي ياباني أنتجه إستديو بيرو. أُذيع المسلسل على شبكة تلفزيون نيبون من 7 أكتوبر 1984 وحتى 29 سبتمبر 1985 بمجموع 51 حلقة.

## الحبكة
في عام 2069، بدأ البشر باستعمار النظام الشمسي وتحويله كواكبه إلى كواكب شبيهة بكوكب الأرض. لأجل الحفاظ على القانون والنظام في النظام الشمسي، تكونت حكومة الأرض الاتحادية. بعدئذٍ، بدأ الكثير من المستعمرين بالاستياء من الحكومة الاتحادية ومحيط نفوذها، مما وتَّر العلاقات بين الحكومة المركزية والمستعمرات.
بينما كان يتكون سلام متوتر بين الأرض ومستعمراتها، قام عرق غير بشري يسمى ديثكولا بغزو النظام الشمسي في 2084. دون أي استفزاز، قاموا بمهاجمة المستعمرات وقتلوا الكثير من سكانها. أدركت الحكومة الاتحادية سريعًا أن الديثكولا كانوا أكثر تقدمًا من البشر وأن قواتها تفوق قوات البشر عددًا. لأجل الحصول على فرصة للنجاة، طور د. تشارلز لوفر سفينة فضائية متحولة تسمى البسمارك.
وبمعرفة أنها تتطلب فريقًا من المختصين على أعلى مستوى لكي يقودوا البسمارك، اجتمع أربعة أفراد وكُلِّفوا بمهمة إبقاء المستعمرات الخارجية آمنة من أي هجوم ديثكولا مستقبلي.

## الشخصيات

### فريق البسمارك
شينجي هيراكي (輝進児 هيراكي شينجي)
أداء صوتي: يوكو شيويا
ريتشارد لانسلوت (Richard Lancelot)
أداء صوتي: بين شيمادا
بيل ويلكوكس (Bill Willcox)
أداء صوتي: كازوهيكو إينوي
ماريان لوفر (Marianne Louvre)
أداء صوتي: تشيه كوجيرو
تشارلز لوفر (Charles Louvre)
أداء صوتي: هيروشي إيتو

### ديثكولا
سكان كوكب ديثكولا (デスキュラ星人 ديسوكيورا-سيجين)
هيوزا (Hyuza)
أداء صوتي: سيزو كاتو
اللواء بيريوس (General Perios)
أداء صوتي: هيروتاكا سوزوؤكي
اللواء زاتولا (General Zatola)
أداء صوتي: بانجو غينغا

## الشارات
- شارة البداية
  - "غموض اتصل بي" (不思議CALL ME فوشيغي كول مي؟) من أداء إم آي كيو
- شارة النهاية
  - "حلم المجرة" (夢銀河 يومي غينغا؟) من أداء إم آي كيو

## وصلات خارجية
- بسمارك على موقع IMDb (الإنجليزية)
- بسمارك على موقع كينوبويسك (الروسية)
- بسمارك على موقع قاعدة بيانات الفيلم (الإنجليزية)
- بسمارك على موقع ANN anime (الإنجليزية)
- بسمارك (أنمي)  في شبكة أخبار الأنمي